# Georges-Elia Sarfati
Pour les personnes ayant le même patronyme, voir Sarfati.
Georges-Elia Sarfati, né le 20 octobre 1957 à Tunis, est un philosophe, linguiste, poète et psychanalyste existentiel français, auteur d’une œuvre écrite dans les domaines de l’éthique, de la pensée juive, de la critique sociale et de la théorie du discours, traducteur de Viktor Frankl. Il est le petit neveu du sociologue Gaston Bouthoul.

## Biographie
Georges-Elia Sarfati est professeur des universités (linguistique française), membre du corps enseignant de l'Institut universitaire d'études juives Elie Wiesel, directeur pédagogique du Centre universitaire Sigmund Freud (Paris). En 1989, il soutient une thèse de doctorat sous la direction d’Oswald Ducrot à l’École des hautes études en sciences sociales, et en 1996 une HDR à l’université Paris-Sorbonne. Diplômé de l’Institut Salomon Schechter (Jérusalem, Israël), il est docteur en études hébraïques et juives de l’université de Strasbourg.

## Idées principales
Attentif à la persistance de la « question juive » en Europe, à la suite de Léon Poliakov, et de Jean-Pierre Faye, il est – avec P.-A. Taguieff et S. Trigano – l’un des premiers intellectuels à diagnostiquer l’émergence du nouvel antisémitisme à travers ses variations culturelles, idéologiques, politiques. L’expression contemporaine de la judéophobie ne tient pas seulement au recyclage de la théorie du complot, elle se nourrit surtout de ses enracinements dans l’histoire des mentalités et des discours. Ses lieux communs, liés à la diffusion de l’idéologie post-moderne, définissent un « judéocentrisme négatif », qui caractérise l’évidence des bien-pensants. La rhétorique antisioniste, véritable culture populaire, notamment en France, est l’une des principales caractéristiques du pseudo-progressisme contemporain.
La dénonciation de cet état de fait se double d’une critique de l’idéologie post-génocidaire selon laquelle la mémoire de la Shoah tiendrait lieu d’identité aux survivants du grand massacre, sanctuarisant leur dignité de victimes, à la condition expresse qu'ils ne témoignent aucune sympathie à l'égard de l'État d'Israël. La méconnaissance de la culture juive se fonde sur trois paramètres : l’enseignement biaisé de l’histoire juive à l’école, le traitement partiel et partial de l’information, et l’insistance exclusive des médias sur le conflit du Proche-Orient.
Comme le montre l’histoire de la guerre psychologique à partir de l’examen des rhétoriques de la désinformation, la propagande, qu’elle soit « totalitaire » ou « publicitaire », repose en son principe sur l’inversion des valeurs et la stratégie de désignation d’un « bouc émissaire ». Il en résulte après deux millénaires de développement culturel, que le signe juif demeure affecté de toutes les distorsions. Les enseignements premiers de la Bible juive (les notions de personne, de libre arbitre, d’égale dignité des êtres humains, de justice, d’amour du prochain, d'obligation morale à l'égard de l'étranger, comme les catégories d’espérance et d’utopie) ont été subvertis en leur contraire, par les discours idéologiques : depuis les stéréotypes infamant qui avaient cours au Moyen Âge, jusqu’aux modernes accusations de « communautarisme », de « racisme » et de « cruauté ».
Il en résulte que la « mondialisation » du marché se double d’une « globalisation » de cette méconnaissance. Dans ce contexte dangereux, il s’agit de renouer avec une tradition d’érudition et de clarté intellectuelle, qui réhabilite notamment les sources textuelles et les valeurs de l’humanisme hébraïque, en rétablissant les filiations historiques brisées par une culture du slogan. C’est dans cette perspective que se comprennent l’exhumation et le commentaire d’une tradition savante qui précède et accompagne le développement de la civilisation occidentale: tout particulièrement les enseignements du Moussar qui relayent, dans la chaîne de transmission rabbinique, l'antique discipline des exercices spirituels.
L'analyse de cette pathologie sociale donne lieu à une réflexion sur les mécanismes langagiers de la fabrication de l’opinion (doxa), et des formes de domination qu’elle exerce dans l’espace public.
Ce point de vue critique contribue au renouvellement de la philosophie sociale, en montrant que dans un monde saturé par la communication médiatique, les pratiques de discours organisent fortement les représentations sociales, et conditionnent les nouvelles formes d’aliénation et de réification. Georges-Elia Sarfati a forgé le néologisme de doxopathie, pour désigner, dans un contexte de destruction de la culture, le phénomène d’asservissement et de dépendance du plus grand nombre à l’égard des automatismes de l’opinion dominante. Prolongeant la réflexion d’Antonio Gramsci sur la diffusion des normes et des savoirs dans une société il a développé une théorie générale du sens commun, en produisant les instruments méthodologiques d’un contre-discours.
Mais la question sémantique et anthropologique de l'institution du sens trouve son autre expression privilégiée dans le cadre de l'Analyse existentielle et de la logothérapie, où il s'agit pour chaque individu, confronté aux réquisits de sa propre existence, de donner un sens à sa propre vie, en faisant le départ entre l'ensemble des déterminations qui pèsent sur son projet et sa réelle marge d'autonomie. De ce point de vue, la quête subjective du sens demeure indissociable du combat éthique et politique pour une société affranchie des pièges du conformisme et du totalitarisme. 
En regard des précédents aspects de la recherche, le travail poétique de la langue se comprend comme miroitement des mémoires d’un sujet à travers l'évocation de l'essentiel apparaissant. Cette exploration des signes de la présence au monde, au gré des métamorphoses de l’histoire, est une défense de la singularité qui s’affronte aux nouvelles « idoles de la tribu » que sont le règne impersonnel du « on dit » et la production d’un langage chosifié.

## Publications

### Livres

#### Études, essais, entretiens
- La tradition éthique du judaïsme. Introduction au Moussar, Paris, Berg International, 2014.
- L’histoire à l’œuvre. Trois études sur Emmanuel Lévinas, Paris, L’Harmattan, Col. « Judaïsme », 2010.
- L’antisionisme. Israël/Palestine aux miroirs d’Occident, Paris, Berg International, 2003.
- Le Vatican et la Shoah. Comment l’Église s’absout de son passé, Paris, Berg International, 2000.
- Discours ordinaire et identités juives. La représentation des Juifs et du judaïsme dans les dictionnaires et encyclopédies de langue française, du Moyen-Âge au XXe siècle, Préface de Jean-Pierre Faye, Paris, Berg International, 1999.
- L’envers du destin. Entretiens avec Léon Poliakov, Paris, Bernard de Fallois, 1989.
- La nation captive. Sur la question juive en union soviétique, Paris, Nouvelle Cité, Col. « Rencontres », 1985.
- Les Protocoles des Sages de Sion et la conception policière de l’histoire, in Faux et Usages d’un Faux, dir. P.-A. Taguieff, Paris, Berg International, 1992, T.2, p. 39-162.

#### Linguistique, théorie du discours
- Dictionnaire de pragmatique, Paris, Armand Colin, Col. « Dictionnaires », 2012, en col. Avec J. Longhi.
- Les grandes théories de la linguistique. De la grammaire comparée à la pragmatique linguistique, Paris, Armand Colin, Col. « Fac Université », 2003, en col. Avec M.-A. Paveau, traductions polonaise et brésilienne.
- Éléments d’analyse du discours, Paris, Paris, Armand Colin, Col. « 128 », 1re éd. 1996, 2e éd. 2012, traduction chinoise et brésilienne.
- Précis de pragmatique, Paris, Armand Colin, Col. « 128 », 2003.
- La sémantique : De l’énonciation au sens commun. Éléments d’une pragmatique topique, HDR, 1996. En ligne sur www.revue-texto.net
- Dire, agir, définir. Dictionnaires et langage ordinaire, Préface de Oswald Ducrot, Paris, L’Harmattan, Col. « Logiques Sociales », 1995.

### Traductions
- Ohr Israel/La Lumière d'Israël, Textes du Moussar, Lettres de Rabbi Isarël Salanter, Paris, Berg International, 2015
- M. Cloître – L. R. Cohen, K.C. Koren, Traiter les victimes de la maltraitance infantile. Psychothérapie de l’existence interrompue, Paris, Dunod, Col. « L’atelier du praticien », 2014.
- Frankl, V.E., Ce qui ne figure pas dans mes livres. Autobiographie. Paris, Dunod, InterEditions, 2014.
- Frankl, V.E, Nos raisons de vivre. À l’école du sens de la vie, Paris, Dunod, InterEditions, 2009.
- Frankl, V.E., Le Dieu inconscient. Psychothérapie et religion, Paris, Dunod, InterEdition, 2012.
- Frankl, V.E., Le Thérapeute et le soin de l'âme. Introduction à la logothérapie et à l'analyse existentielle, Paris, Dunod, InterÉditions, 2019.

### Poésie
- De cendre et d'oubli, peintures d'Eloi Derôme, Editions Le Petit Véhicule, 2015.
- Tessiture, suivi de Fragments d’une poétique, dessins de Jessica Vaturi, Paris, Éditions Caractères, 2014.
- L’heure liguée, suite pour Gramophone, Paris, L’Harmattan, Col. « Poètes des cinq Continents », 2002. Prix Louise-Labé, 2002.
- Le gramophone d’Ingres, Paris, Les 4 Fils, 1985.

### Anthologies
- Penseurs juifs de France, Paris, L’Harmattan, 2000, J. Eladan
- Poètes juifs de langue française, Paris, Éditions de Courcelles, 2010, J. Eladan
- Anthologie de la poésie juive de l’Antiquité à nos jours, Paris, Mazarine/Fayard, P. Hayat, 1985
- Les nouveaux poètes français et francophones, dir. J. Favre – M. Vincenot, Ed. Jean-Pierre Huguet, Col. « Les lettres du temps », 2004.
- Anthologie des poètes du Prix Louise Labe, Paris, Aumage editions, Éditions Hybride, 2006

### Direction d’ouvrages
- Les discours institutionnels en confrontation. Contribution à l’analyse des discours institutionnels et politiques, Paris, L’Harmattan, Col. « Espaces discursifs », 2014, en col. Avec J. Longhi.
- Discours et sens commun, Langages, no 178, Paris, Larousse, 2008.
- Discours, culture, politique. Essai de redéfinition de la fonction critique, Institut Français de Tel-Aviv, Col. « Espace pour un dialogue », Tel-Aviv/Paris, 1998.
- Éthique et écriture, Paris, Les Cahiers de l’Archipel, no 13, Le Hameau éd., 1985.

### Articles (sélection)
- « De la sociologie des guerres (G. Bouthoul) à la sociologie des conflits (J. Freund). Quelques remarques sur une dette intellectuelle méconnue », in Julien Freund. La dynamique des conflits, dir. P.-A. Taguieff – P. Hintermeyer – Ph. Raynaud, Berg International, Paris, 2010, p. 37-45.
- « Antisionisme », in Dictionnaire encyclopédique et critique du racisme, dir. A. Policard – P.-A. Taguieff, Presses universitaires de France, 2013.
- « Rationalisme morbide et judéophobie planétaire. Remarques sur le contexte d'un contre-discours », in Les Pathologies du lien social, Schiboleth/Actualité de Freud, dir. M.-G. Wolkowitz, Paris, Éditions des Rosiers, 2013, p. 107-130.
- « Pour servir d’excursus à l’analyse d’un scandale ordinaire : entours et atours d’une pièce antisémite », In Une pièce de théâtre antisémite à La Rochelle, Paris, Les Études du Crif, n °25, 2013, p. 26-51.
- « Lorsque l’Union européenne nous éclaire sur sa ‘’face sombre’’ : Quelques enjeux du projet de loi-cadre contre la circoncision assimilée à une mutilation sexuelle », Les Études du Crif, no 27, 2013, 38 pp.
- « Le fantôme du Rhinocéros et ses doubles », in Controverses, Raison garder: un tournant de l'opinion, no 15, novembre 2010, p. 90-105.
- « La confusion des clercs: le cas Shlomo Sand ou la naissance du négationnisme israélien », in Controverses, no 11, in Post-Colonialisme et Sionisme, Paris, mai 2009, p. 78-103.
- « Juifs et Judaïsme dans les dictionnaires français. Le Façonnement de l’opinion commune », in L’Image des Juifs dans l’Enseignement scolaire, AIU, Ed. du Nadir, col. « Le Collège », B. Lefèvre – S. Trigano (éds.), Paris, 2008, p. 239-251.
- « Viktor Klemperer et la linguistique politique », in Raison Présente, Démonter le langage du pouvoir, no 167, Université de Strasbourg, 2e trim.2008, p. 9-21.
- « Résurgences et permanence de la « Question juive », in Le Retour de la Question Juive, Perspectives, Revue de l’Université Hébraïque de Jérusalem, MagnèsPress, 2009, p. 147-165.
- « Questionner la limite : À propos de Robert Antelme », in Face à l'extrême, Tangences, no 89, Revue de l'Université du Québec, Montréal, 2007, p. 107-124.
- « Figures et ferveur de la multitude: la rhétorique muette de la démocratie: à propos de l'alter-mondialisme selon T. Negri », in Controverses, no 1, La théologie politique des altermondialistes, mars 2006, p. 40-57.
- « Le Moussar : Un autre chemin de renaissance », in Perspectives. Revue de l’université hébraïque de Jérusalem, no 20, Figures de la Renaissance, dir. F. Bartfeld, Magnès Press, Jérusalem, 2013, p. 107-128.
- « Salanter (Israël Lipkin)», in Dictionnaire de psychologie et de psychopathologie des religions, dir. S. Gumper – F. Rausky, Paris, Bayard, 2013, p. 1196-1199.
- « Samson Raphaël Hirsch et l’éthique de la Révélation », in D’où vient la Torah ? Culture et révélation, dir. S. Trigano, Éditions In Press, Paris, p. 117-129.
- « Rabbi Israël Lipkin de Salant et la tradition du Moussar », Kountras, no 140, nov/déc. 2010/Hechvan/Kislev 5771, Jérusalem, p. 25-35.
- « Samson et l'énigme de la Providence », in Perspectives, De Samson à Superman, Revue de l'Université Hébraïque de Jérusalem, Ed. Magnès, 2011, p. 43-57.
- « Prendre soin du sens. Note sur une théorie des ensembles critiques (doxanalyse, sémiothérapie, théorie critique du discours) », in Le symbolique aujourd'hui, Schiboleth/Actualité de Freud, dir. M.G. Wolkowitz, Paris, Éditions, 2014, p. 253-265.
- « L’emprise du sens. Note sur les conditions théoriques et les enjeux de l’analyse des discours institutionnels », in Les discours institutionnels en confrontation. Contribution à l’analyse des discours institutionnels et politiques, L’Harmattan, Col. « Espaces discursifs », 2014, p. 13-46.
- « Subjectivité et institutions de sens : l'horizon socio-discursif du sens commun », in La Tribune Internationale des Langues vivantes, Formes sémantiques, langages et interprétations. Hommage à Pierre Cadiot. Numéro spécial, juillet 2012, p. 29-41.
- « Analyse du discours et sens commun : institutions de sens, communautés de sens, doxa, idéologie », in Matériaux philosophiques pour l’analyse du discours, dir. Ph. Scheppens- J. Guilhaumou, Presses universitaires de Franche Comté, 2011, p. 139-173.
- « V. Frankl (1905-1997) : l’Existenzanalyse et la logothérapie», École Française de Daseinsanalyse, Paris, 22/03/2014.
- « La phénoménologie et le mouvement existentiel en psychothérapie », in De Socrate aux neurosciences, dir. M. Vinot – E. Marc, Paris, Dunod, 2014, p. 74-81.
- « V. Frankl : L’analyse existentielle et la logothérapie », in Aide-mémoire de psychotraumatologie, 2e éd., dir. M. Kédia – A. Sabouraud Seguin, Paris, Dunod, 2013, p. 26-40.
- « V. Frankl », in Dictionnaire de psychologie et de psychopathologie des religions, dir. S. Gumper – F. Rausky, Paris, Bayard, 2013, p. 736-738.

## Sources externes
- Georges-Elia Sarfati, « Discours lors de la remise du Prix Louise Labé », sur Site officiel G-E Sarfati, 18 avril 2015 (consulté le 18 avril 2015).
- France culture, « Le journal de la philosophie sur Le Dieu Inconscient », sur France Culture, 18 avril 2015 (consulté le 18 avril 2015).
- Institut Élie Wiesel, « G-E Sarfati sur le site de l'institut Élie Wiesel », sur Institut Elie Wiesel, 18 avril 2015 (consulté le 18 avril 2015).
- Akadem, « La Shoah dans l’imaginaire collectif (l’entre deux des nations et la réplique d’Israël) », sur akadem.org, 18 avril 2015 (consulté le 18 avril 2015).
- Akadem, « Déni du peuple juif et délégitimation d’Israël (réponse à Shlomo Sand) », sur akadem.org, 18 avril 2015 (consulté le 18 avril 2015).

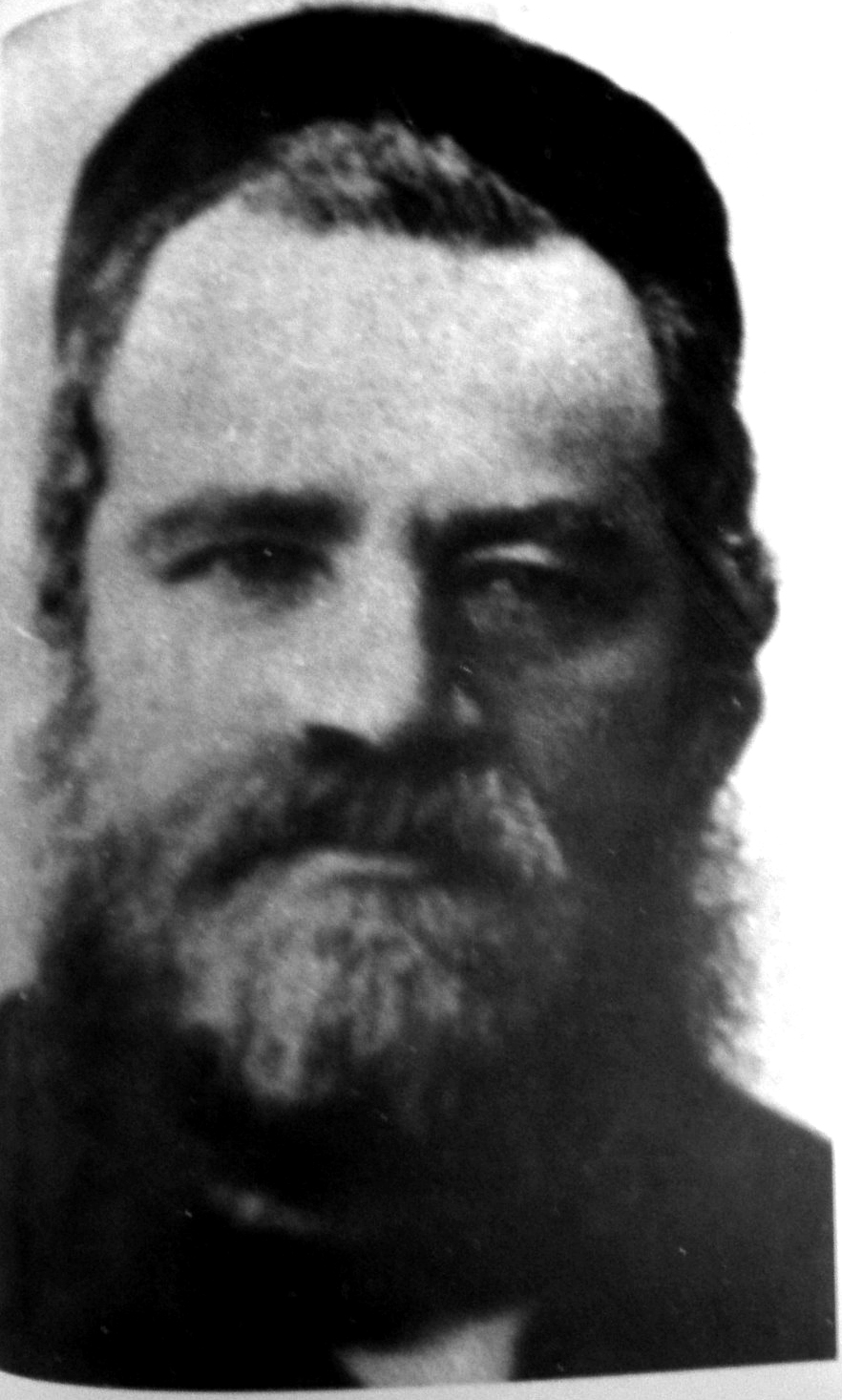
Israël Salanter
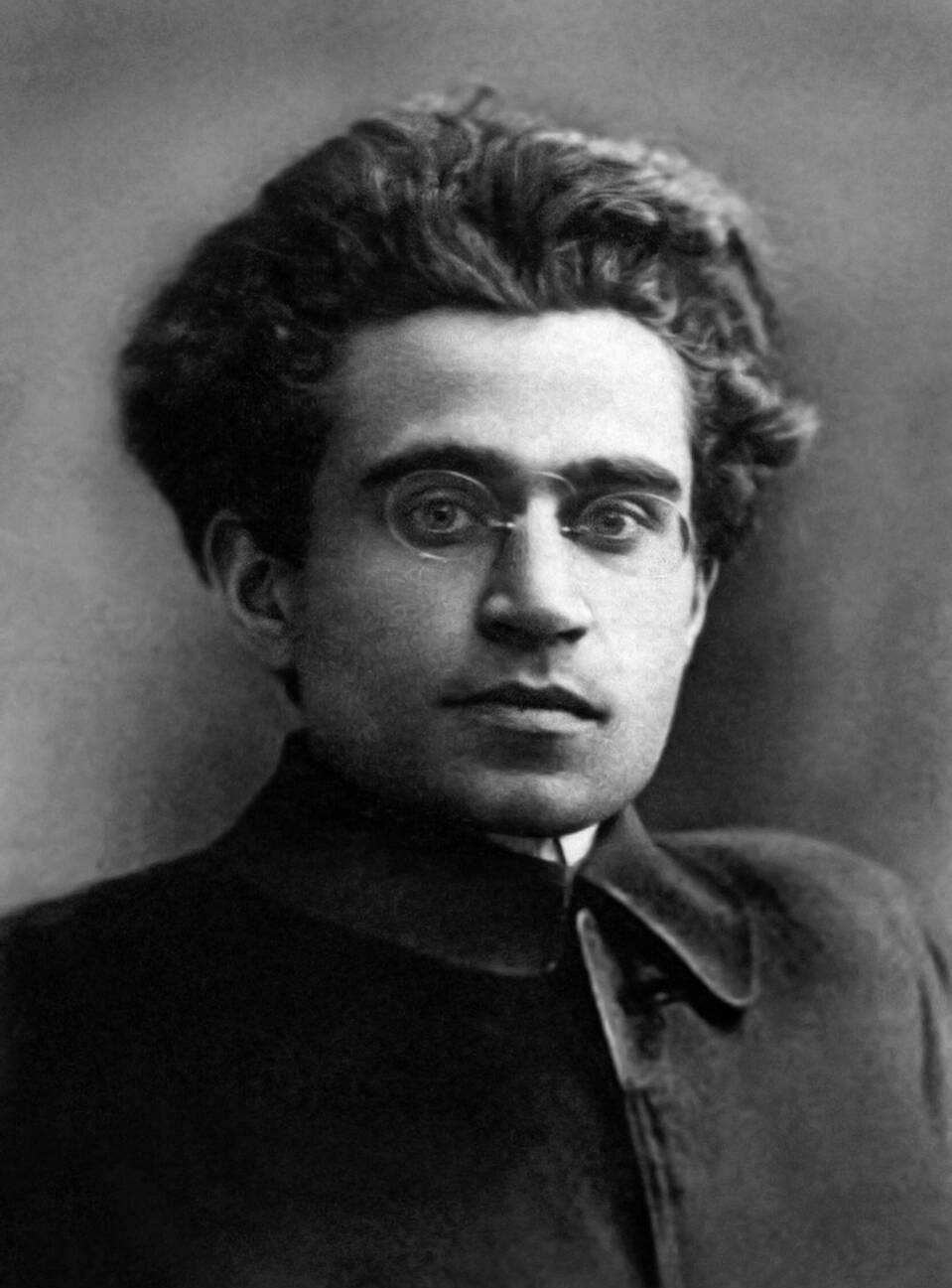
Antonio Gramsci
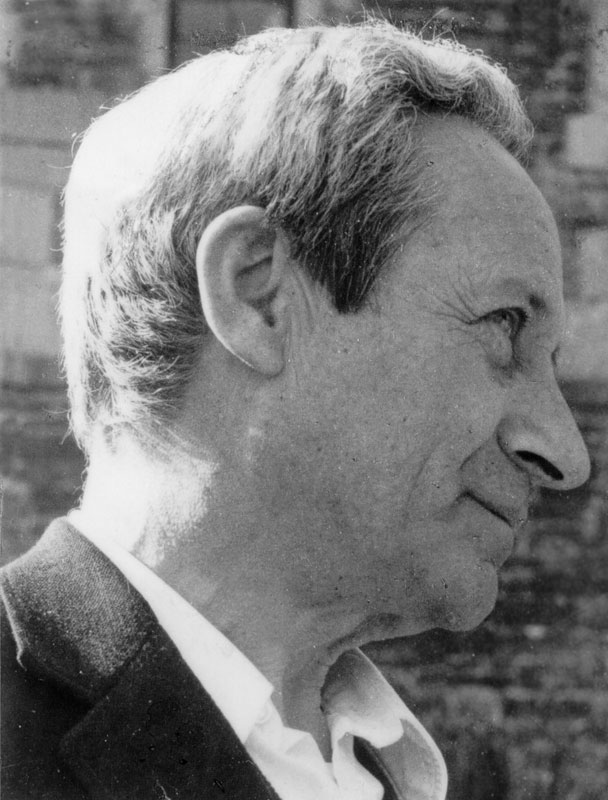
Léon Poliakov
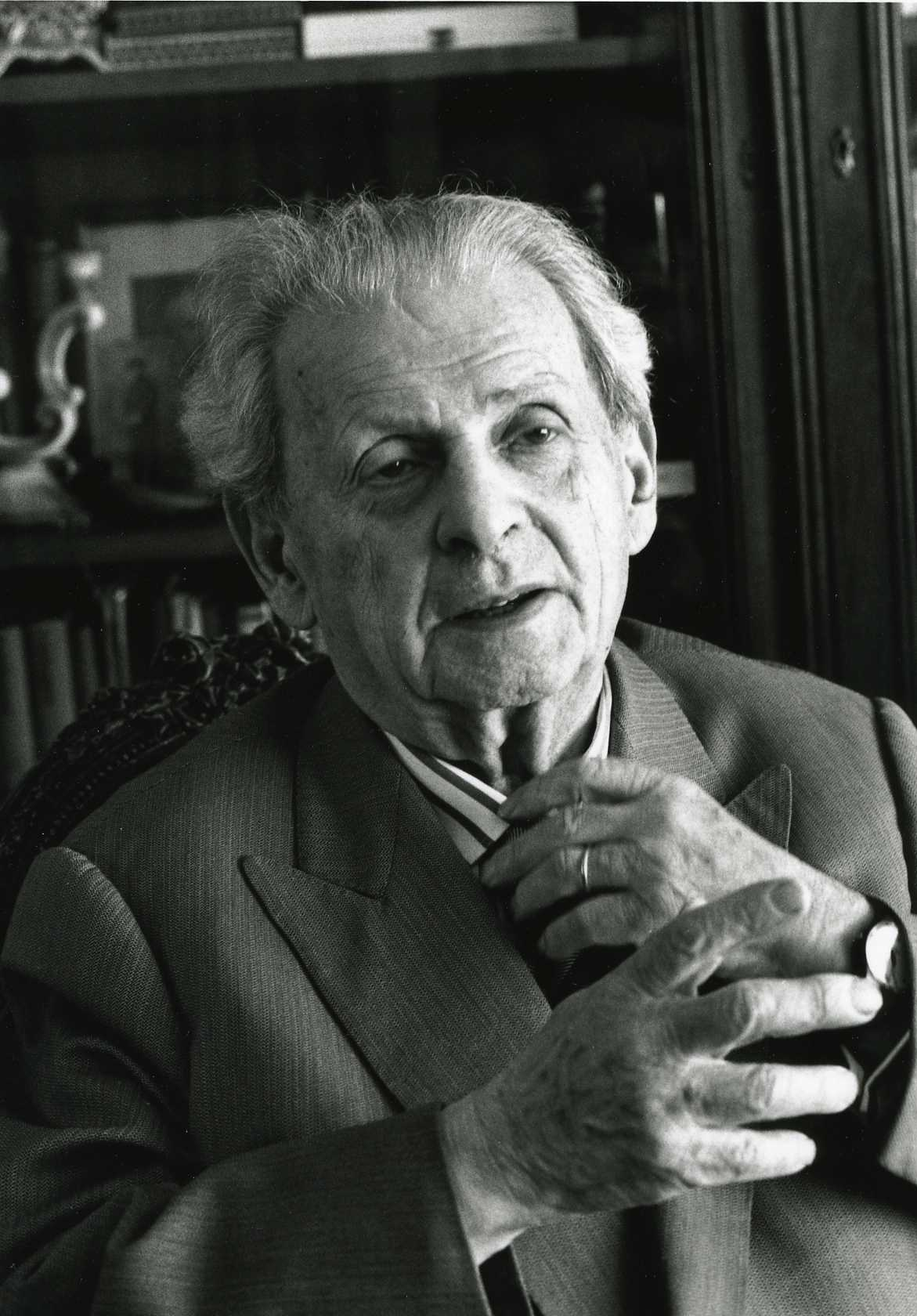
Emmanuel Lévinas
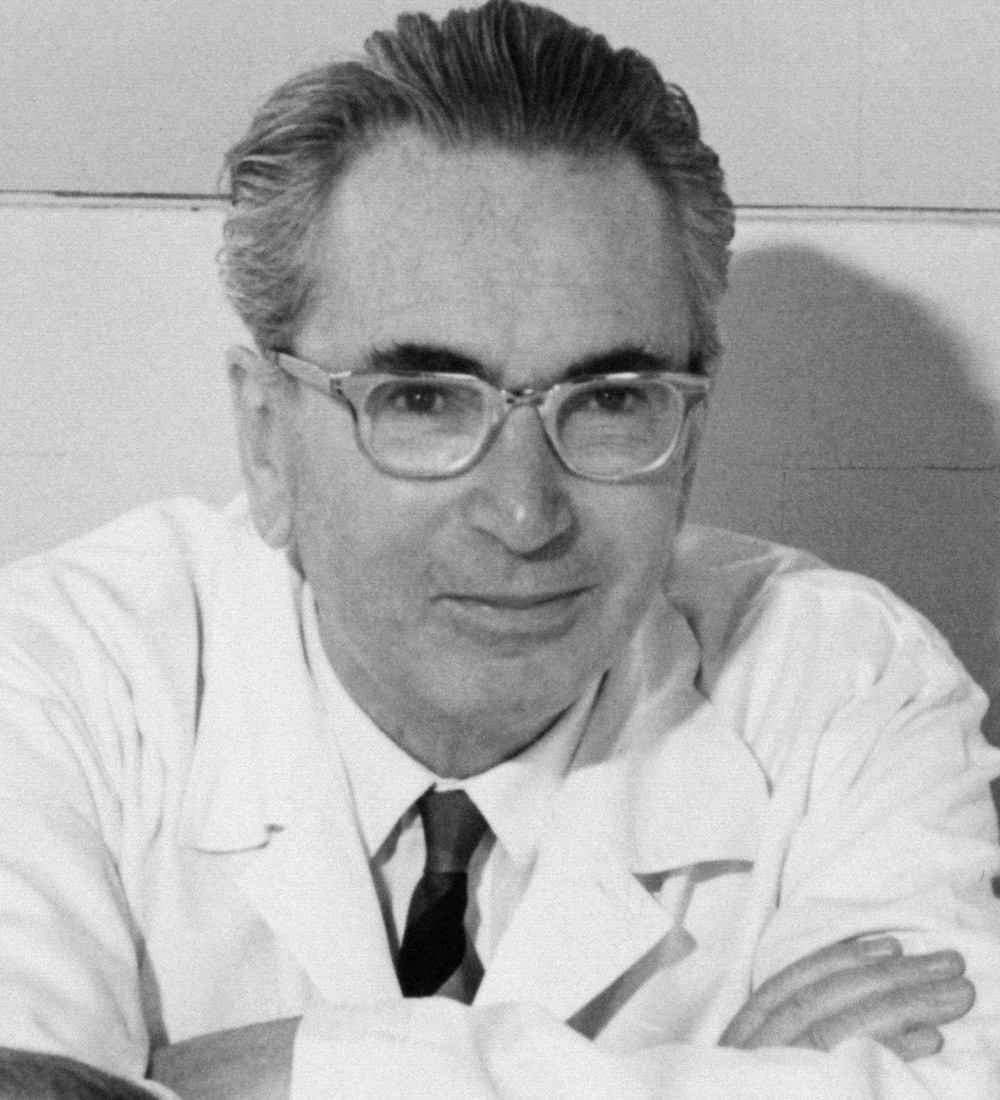
Viktor Frankl
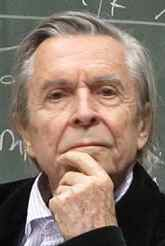
Jean-Pierre Faye
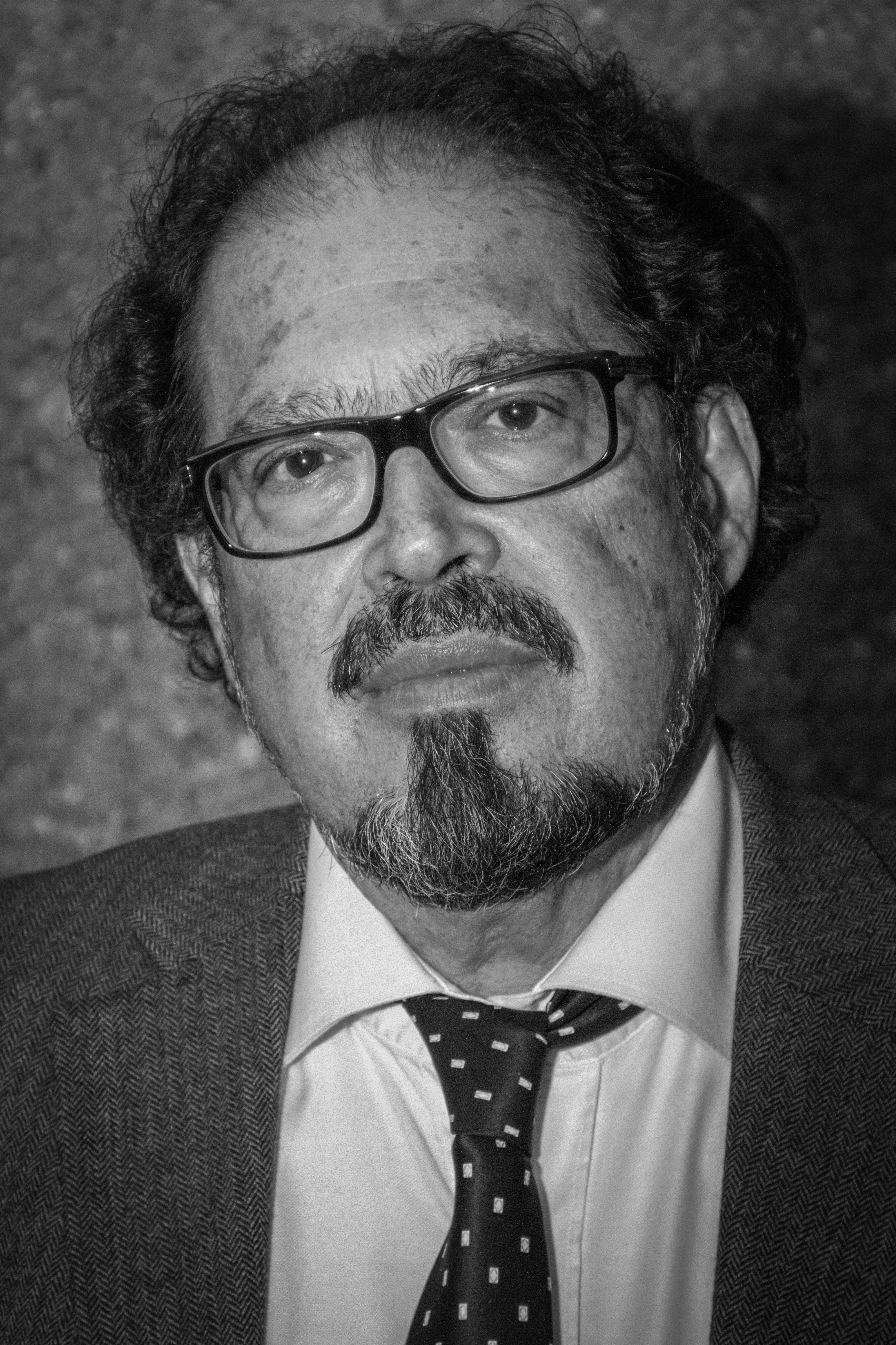
Shmuel Trigano

#### Recherches associées
- Joseph Gabel
- Gaston Bouthoul
- Pierre-André Taguieff
- Marc Angenot
- Oswald Ducrot
- Michel Pêcheux